# Sinfonieorchester Liechtenstein

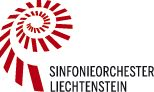
Logo Sinfonieorchester Liechtenstein

Das Sinfonieorchester Liechtenstein (SOL) ist ein Sinfonieorchester in Vaduz, Liechtenstein.

## Geschichte
Im Jahr 1988 gründeten liechtensteinische Musiker und Musikfreunde das „Liechtensteinische Kammerorchester“. Inzwischen trägt es den Namen Sinfonieorchester Liechtenstein und ist ein fester Bestandteil des Kulturlebens im Fürstentum Liechtenstein. Das etwa achtzig Musiker umfassende Ensemble ist auch jenseits der Grenzen als kultureller Botschafter Liechtensteins aktiv. Um die internationale Wahrnehmung noch stärker zu fördern, wurde es 2012 von einem reinen Ad-hoc-Orchester zu einem professionellen Klangkörper mit Chefdirigent, einer drei Konzerte umfassenden sinfonischen Abonnementreihe („SOL im SAL“) und einer vier Konzerte umfassenden Kammermusik-Abonnementreihe („ERLEBE SOL“) sowie administrativen Führungsgremien, Orchesterakademie und Freundeskreis umstrukturiert.
Binnen drei Jahren gelang es so, die künstlerische Qualität und die Außenwirkung des Orchesters durch eine vermehrte Proben- und Konzerttätigkeit, eine Repertoire-Erweiterung, aber auch durch Einführungsvorträge, Schulbesuche und öffentliche Generalproben signifikant zu steigern. Im Optimierungsprozess erwies sich die Orchesterakademie als besonders hilfreich. Heute sind zahlreiche Stellen des Ensembles mit derzeitigen oder ehemaligen Stipendiaten besetzt.
Der 2012 eingeführte dreiteilige Konzertzyklus „SOL im SAL“ etablierte sich ebenso wie die neuen „ERLEBE SOL“-Kammermusik-Matineen schnell als fixe Größe im liechtensteinischen Musikleben. Die Abonnementzahlen verzeichneten stetige Zuwächse: 2016 waren sämtliche Sinfoniekonzerte ausverkauft. Aufgrund der großen Nachfrage werden daher in der Saison 2017 die Programme aller drei „SOL im SAL“-Konzerte an nunmehr zwei aufeinanderfolgenden Abenden gespielt.
Das Konzertrepertoire des Sinfonieorchesters Liechtenstein reicht von der Klassik bis ins 20. Jahrhundert, wobei das musikalische Schaffen des liechtensteinischen Komponisten Josef Gabriel Rheinberger besondere Berücksichtigung findet. 2014 wurde seines 175. Geburtstags mit einer Serie von Festkonzerten in Liechtenstein und München gedacht. Als langjähriger Partner wirkt das Sinfonieorchester Liechtenstein außerdem an Produktionen der Operettenbühnen Balzers und Vaduz mit, fungiert als orchestraler Part bei Auftritten des Chorseminars Liechtenstein und veranstaltet in Schaan alljährlich ein Freundeskreis-Konzert.
Das Sinfonieorchester Liechtenstein kann auf eine künstlerische Zusammenarbeit mit berühmten Solisten verweisen. Publikumsmagneten wie Ingolf Wunder, Martina Filjak, Maximilian Hornung, Arabella Steinbacher, Philippe Bernold, Emmanuel Ceysson, Ivana Gavric-Huys, Sabine Meyer oder Radovan Vlatković steigerten das öffentliche Interesse enorm. Seine Rolle als aktiver Förderer des solistischen Nachwuchses wurde jedoch bald ebenso geschätzt. Regelmäßig lädt das Orchester mehrfach prämierte Jungmusiker wie etwa Andrei Ioniță, Kian Soltani, Noa Wildschut, Marc Bouchkov oder Eva-Nina Kozmus nach Liechtenstein ein. Etliche junge Gastsolisten haben inzwischen international Karriere gemacht, sodass das Orchester dazu übergegangen ist, viele Solokonzerte an Rising Stars zu vergeben.
Die neu geschaffene Position des Chefdirigenten nahm bis 2015 der österreichische Dirigent und Pianist Florian Krumpöck ein. 2016 reichte er den Taktstock an Stefan Sanderling weiter. Der aus Berlin gebürtige neue Chefdirigent des Sinfonieorchesters Liechtenstein bekleidet dieselbe Position auch beim Toledo Symphony Orchestra.
In seiner zweiten Spielzeit dirigierte Stefan Sanderling das TAK–Vaduzer Weltklassik-Konzert mit Lars Vogt sowie alle „SOL im SAL“-Konzerte, die programmatisch durch Schumanns drei Solokonzerte für Violine, Klavier und Violoncello miteinander verbunden waren. Als Solisten traten die Geigerin Antje Weithaas, der Pianist Aljoša Jurinic und der Cellist István Várdai auf. Außerdem war das Sinfonieorchester Liechtenstein beim Konzert des Freundeskreises mit Solisten aus der Region zu hören. Zu den weiteren Orchestertätigkeiten in der Konzertsaison 2017 gehörten Frederick Loewes My Fair Lady mit der Operettenbühne Vaduz, Georg Friedrich Händels Oratorium Saul mit dem Chorseminar Liechtenstein, vier Konzerte im Rahmen von „ERLEBE SOL“ sowie drei Konzerte beim Festival Vaduz Classic. Als Trägerschaftsorganisation dieses Festivals fungiert die von der Gemeinde Vaduz und dem Sinfonieorchester Liechtenstein gegründete Vaduz Classic Stiftung.